# Skrabbgöl
Skrabbgöl är en sjö i Mönsterås kommun i Småland och ingår i Emåns huvudavrinningsområde. Sjön är 2,1 meter djup, har en yta på 0,013 kvadratkilometer och befinner sig 45 meter över havet. Vid provfiske har abborre fångats i sjön.